# Becample verd
El becample verd (Calyptomena viridis) és una espècie d'ocell de la família dels caliptomènidss (Calyptomenidae) que habita els boscos de les terres baixes de la Península Malaia, Sumatra (incloent les illes Lingga, Nias i altres) i Borneo (incloent les illes Natuna.